# Becki Meakin
Becki Meakin (1966) és una emprenedora britànica. El 1989 es va graduar a la Nottingham Business School. Pateix una discapacitat, i aquest fet l'ha impulsat a investigar les desigualtats que viuen els supervivents de maltractament domèstic amb discapacitat, i ha actuat com a assessora perquè els serveis de refugi siguin més inclusius. Amb aquesta intenció el 2012 va crear la xarxa Shaping Our Lives, involucrada en una sèrie d'informes i projectes de recerca per a treballadors i curadors socials amb discapacitat i que està impulsant el projecte A Refuge for All (Un refugi per tots). En 2018 fou inclosa a la llista 100 Women BBC.

## Obres
- Innovations in Social Work Research, de Becki Meakin i altres.